# Utasszállító repülőgép

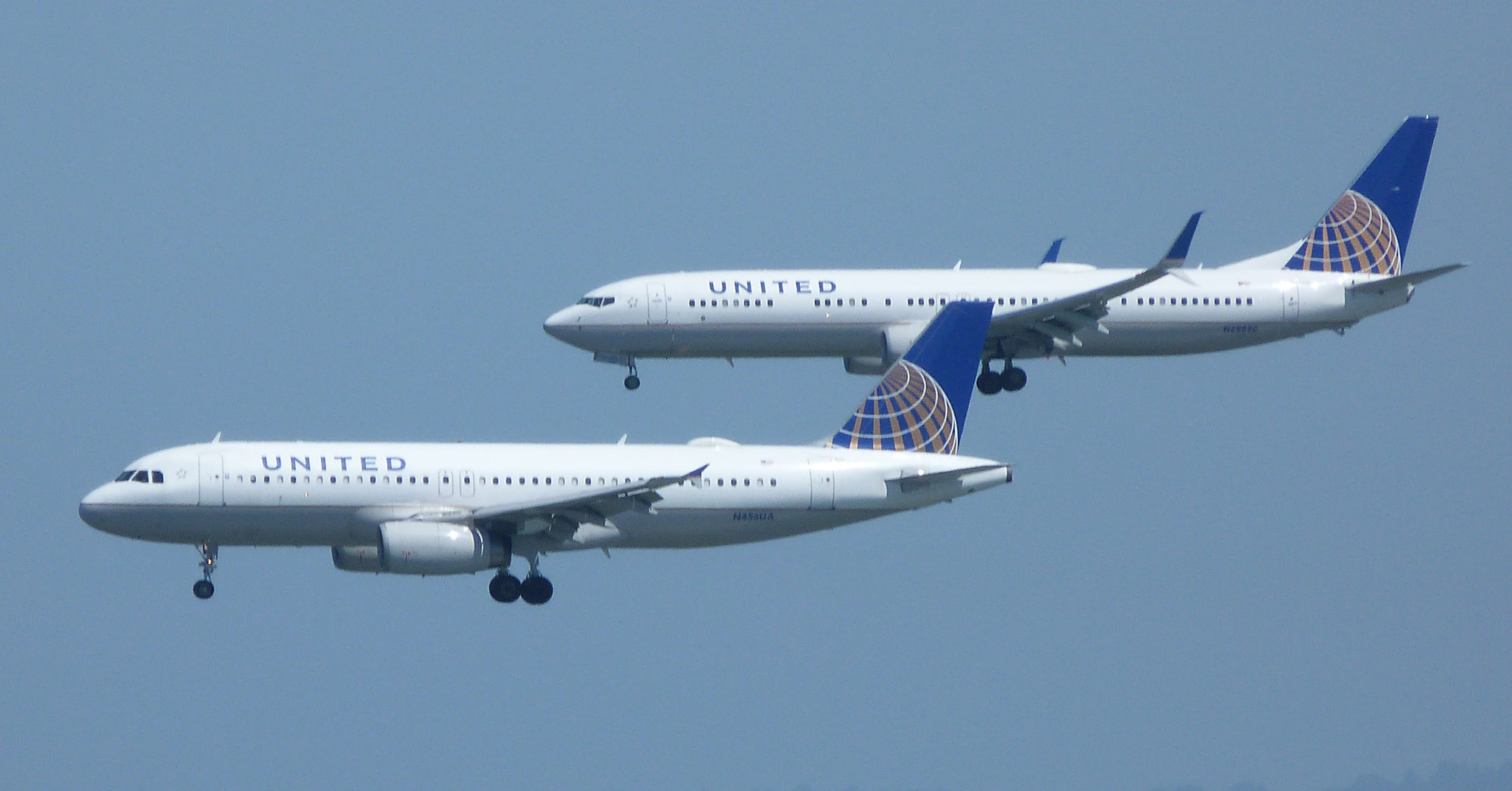
A United Airlines Airbus A320-as repülőgépe (előtérben) és Boeing 737-800-as repülőgépe (háttérben) végső megközelítésben San Franciscóban. Ezek a géptípusok a legelterjedtebbek a világon.

Az utasszállító repülőgép az utasok és a légi teher szállítására szolgáló repülőgéptípus. Az ilyen repülőgépeket leggyakrabban légitársaságok üzemeltetik. 
Bár az utasszállító repülőgép fogalma országonként eltérő lehet, az utasszállító repülőgép jellemzően olyan repülőgép, amelyet több utas vagy áru kereskedelmi célú szállítására szánnak. A legnagyobbak közülük a széles törzsű repülőgépek, amelyeket kétfolyosósnak is neveznek, mivel általában két külön folyosó fut az utastér elejétől a hátuljáig. 
Ezeket általában a légitársaságok csomópontjai és a nagyvárosok közötti hosszú távú járatokon használják. 
Az utasszállító repülőgépek egy kisebb, gyakrabban használt osztálya a keskeny törzsű vagy egyfolyosós repülőgépek. Ezeket általában rövid és közepes távolságokra használják, és kevesebb utast szállítanak, mint széles törzsű társaik.
A regionális utasszállító repülőgépek jellemzően 100-nál kevesebb utasnak adnak helyet, és turbólégcsavaros repülőgéppel hajtottak. Ezek az utasszállító repülőgépek a nagy légitársaságok, a hagyományos légitársaságok és a nemzeti légitársaságok által üzemeltetett nagyobb repülőgépek nem fővonalas megfelelői, és a nagy légitársaságok csomópontjainak forgalmát szolgálják. Ezek a regionális útvonalak alkotják a hub-and-spoke légiközlekedési modell gerincét.
A kis számú utast szállító, rövid távú regionális feeder-járatokra közlekedő, legkönnyebb (könnyű repülőgépek, a könnyű szállító repülőgépek listája) típusú, kis számú utast szállító, regionális feeder-járatokat méretüktől, hajtóműveiktől, forgalmazásuktól, a világ régiójától és üléskonfigurációjuktól függően ingázó repülőgépeknek, commuterlinereknek, feederlinereknek és légi taxiknak nevezik. A Beechcraft 1900 például csak 19 ülőhellyel rendelkezik.

## Típusok

### Keskeny törzsű utasszállító repülőgépek
Az Airbus A320-as család a legtöbb megrendeléssel rendelkező keskeny törzsű repülőgép.
A legelterjedtebb utasszállító repülőgépek a keskeny törzsű repülőgépek, vagyis az egyfolyosósok. A legkorábbi sugárhajtású utasszállító repülőgépek keskeny törzsűek voltak: a kezdeti de Havilland Comet, a Boeing 707-es és versenytársa, a McDonnell Douglas DC–8-as. Őket követték a kisebb típusok: a Douglas DC-9 és MD-80/MD-90/Boeing 717 származékai; a Boeing 727, 737 és 757, amelyek a 707-es kabin keresztmetszetét használták; vagy a Tupoljev Tu–154, az Iljusin Il–18 és az Iljusin Il–62.
A jelenleg gyártott keskeny törzsű utasszállító repülőgépek közé tartozik az Airbus A220 és A320 család, a Boeing 737 és az Embraer E-Jet család, amelyeket általában 100-240 utasos, közepes hosszúságú járatokra használnak. Ezekhez csatlakozhat a fejlesztés alatt álló Comac C919 és az Irkut MC–21.

### Széles törzsű utasszállító repülőgépek
Az első széles törzsű repülőgép, a Boeing 747-es 1968 szeptemberében került forgalomba.
A nagyobb, széles törzsű repülőgépeket, vagy kétfolyosósakat, mivel két külön folyosóval rendelkeznek az utastérben, hosszú távú járatokra használják. Az első a Boeing 747-es négysugaras volt, ezt követték a háromsugarasok: a Lockheed L-1011-es és a McDonnell Douglas DC–10-es, majd annak MD-11-es szakasza. Ezután további quadjetek jelentek meg: az Iljusin Il–86 és Il–96, az Airbus A340 és a kétszintes A380. Kétfedelű repülőgépek is forgalomba álltak: az Airbus A300/A310, A330 és A350; a 767-es, 777-es és 787-es.

### Regionális repülőgépek
Több mint 1800 Bombardier CRJ repülőgépet szállítottak le.
A regionális utasszállító repülőgépek 100-nál kevesebb utasnak adnak helyet. Ezek a kisebb repülőgépek gyakran arra szolgálnak, hogy a nagy légitársaságok csomópontjain átadják a forgalmat a nagy légitársaságok, a hagyományos légitársaságok vagy a nemzeti légitársaságok által üzemeltetett nagyobb repülőgépeknek; gyakran ugyanazzal a festéssel. A regionális repülőgépek közé tartozik a Bombardier CRJ100/200 és a Bombardier CRJ700 sorozat, illetve az Embraer ERJ család. A jelenleg gyártott turbólégcsavaros regionális utasszállító repülőgépek közé tartozik a Dash-8 sorozat és az ATR 42/72.

### Ingázó repülőgépek
Beechcraft 1900, rövid hatótávolságú ingázó repülőgép.
A könnyű repülőgépek kis méretű ingázó utasszállító repülőgépként vagy légi taxiként is használhatók. A legfeljebb 19 utast szállító kétmotoros turbólégcsavaros repülőgépek közé tartozik a Beechcraft 1900, a Fairchild Metro, a Jetstream 31, a DHC-6 Twin Otter és az Embraer EMB 110 Bandeirante. A kisebb utasszállító repülőgépek közé tartoznak az olyan egyhajtóműves turbólégcsavaros repülőgépek, mint a Cessna Caravan és a Pilatus PC-12; vagy a Cessna, a Piper, a Britten-Norman és a Beechcraft által gyártott kétdugattyús, dugattyús meghajtású repülőgépek. Ezekből gyakran hiányzik a mosdó, az álló kabin, a nyomáskiegyenlítés, a konyhák, a fej feletti tárolórekeszek, a dönthető ülések vagy a légiutas-kísérő.

## Motor
A sugárhajtású repülőgépek korszakának kezdetéig a dugattyús motorok gyakoriak voltak a légcsavaros repülőgépeken, mint például a Douglas DC–3-as. Ma már szinte minden modern utasszállító repülőgépet turbinahajtóművek hajtanak, turbofánok vagy turbopropok. A gázturbinás hajtóművek sokkal nagyobb magasságban is hatékonyan működnek, megbízhatóbbak, mint a dugattyús hajtóművek, és kevesebb rezgést és zajt okoznak. További előny, hogy egy közös üzemanyagtípust - kerozin alapú sugárhajtómű-üzemanyagot - használnak.

## Utasszállító repülőgép-változatok
Az utasszállító repülőgépek egyes változatait teherszállításra vagy luxus vállalati használatra fejlesztették ki. Számos utasszállító repülőgépet átalakítottak kormányzati használatra VIP-szállítóként és katonai feladatokra is, például légi tankhajóként (például Vickers VC10, Lockheed L-1011, Boeing 707), légi mentőautóként (USAF/USN McDonnell Douglas DC–9), felderítőként (Embraer ERJ 145, Saab 340 és Boeing 737), valamint csapatszállító szerepkörben.

## Konfiguráció
A modern utasszállító repülőgépek általában alacsony szárnyú konstrukciók, két hajtóművel, amelyeket a lengőszárnyak alá szerelnek (a légcsavaros repülőgépek elég lassúak ahhoz, hogy egyenes szárnyakat használjanak). A Boeing 747-es az egyetlen gyártásban lévő utasszállító repülőgép, amely túl nehéz (több mint 400 tonna maximális felszállósúly) a két hajtóműhöz. A kisebb utasszállító repülőgépek hajtóművei néha a hátsó törzs két oldalán vannak elhelyezve. Ennek az elrendezésnek számos előnye és hátránya van. Talán a legfontosabb előnye a hajtóművek szárnyak alatti elhelyezésének, hogy a repülőgép teljes tömege egyenletesebben oszlik el a szárnyak fesztávolságán, ami kisebb hajlítónyomatékot ró a szárnyakra, és könnyebb szárnyszerkezetet tesz lehetővé. Ez a tényező a repülőgép súlyának növekedésével egyre fontosabbá válik, és nincs olyan gyártásban lévő utasszállító repülőgép, amelynek maximális felszállósúlya meghaladná az 50 tonnát, és amelynek a hajtóműveit a törzsre szerelték volna. Az Antonov An–148 az egyetlen sorozatban gyártott utasszállító repülőgép, amelynek szárnyai magasan vannak elhelyezve (általában a katonai szállító repülőgépeknél láthatók), ami csökkenti a burkolatlan kifutópályák okozta sérülések kockázatát.
Néhány kísérleti vagy katonai konstrukciót leszámítva az összes eddig gyártott repülőgép teljes súlyát a szárnyakon átáramló légáramlat emelte el a földtől. Az aerodinamika szempontjából a törzs csupán teher volt. A NASA és a Boeing jelenleg egy olyan kevert szárnyú törzskonstrukciót fejleszt, amelyben a teljes repülőgépváz a szárnycsúcstól a szárnycsúcsig hozzájárul a felhajtóerőhöz. Ez az üzemanyag-hatékonyság jelentős javulását ígéri.

## Fordítás
Ez a szócikk részben vagy egészben  az   Airliner című angol Wikipédia-szócikk ezen változatának fordításán alapul.  Az eredeti cikk szerkesztőit annak laptörténete sorolja fel. Ez a jelzés csupán a megfogalmazás eredetét és a szerzői jogokat jelzi, nem szolgál a cikkben szereplő információk forrásmegjelöléseként.